# Ґуткув (Лодзинське воєводство)
Ґуткув (пол. Gutków) — село в Польщі, у гміні Бендкув Томашовського повіту Лодзинського воєводства.
Населення — 127 осіб (2011).
У 1975-1998 роках село належало до Пйотрковського воєводства.

## Демографія
Демографічна структура станом на 31 березня 2011 року:
|          | Загалом | Допрацездатний вік | Працездатний вік | Постпрацездатний вік |
| -------- | ------- | ------------------ | ---------------- | -------------------- |
| Чоловіки | 66      | 16                 | 43               | 7                    |
| Жінки    | 61      | 11                 | 34               | 16                   |
| Разом    | 127     | 27                 | 77               | 23                   |